# La Grange (Missouri)
La Grange – miasto w Stanach Zjednoczonych, w stanie Missouri, w hrabstwie Lewis.